# Micrurus lemniscatus
La serpiente de coral de América del Sur (Micrurus lemniscatus) es una especie de serpiente venenosa de la familia de los elápidos. Puede alcanzar una longitud de 115 cm. Existen cuatro subespecies que se distribuyen en América del Sur: Bolivia, Brasil (Amazonas, Goias, Rio Grande do Sul), Colombia, Ecuador, Guyana Francesa, Guyana, Suriname, Perú, Argentina,
Trinidad, y Venezuela.

## Subespecies
Se distinguen las siguientes subespecies:
- Micrurus lemniscatus carvalhoi Roze, 1967
- Micrurus lemniscatus diutius Burger, 1955
- Micrurus lemniscatus helleri Schmidt & Schmidt, 1925
- Micrurus lemniscatus lemniscatus (Linnaeus, 1758)